# 주일태
주일태(1991년 11월 28일 ~ )는 대한민국의 축구 선수로, 포지션은 수비수이다.